# Legiunea a II-a Augusta
Legio secunda Augusta (A doua Augustă Legiune) a fost o legiune romană, creată în 43 î.Hr. de către Gaius Vibius Pansa Caetronianus. Era încă operativă în secolul IV în timpul invaziei Britaniei. Emblema sa este Capricornul, Pegasus și Marte.

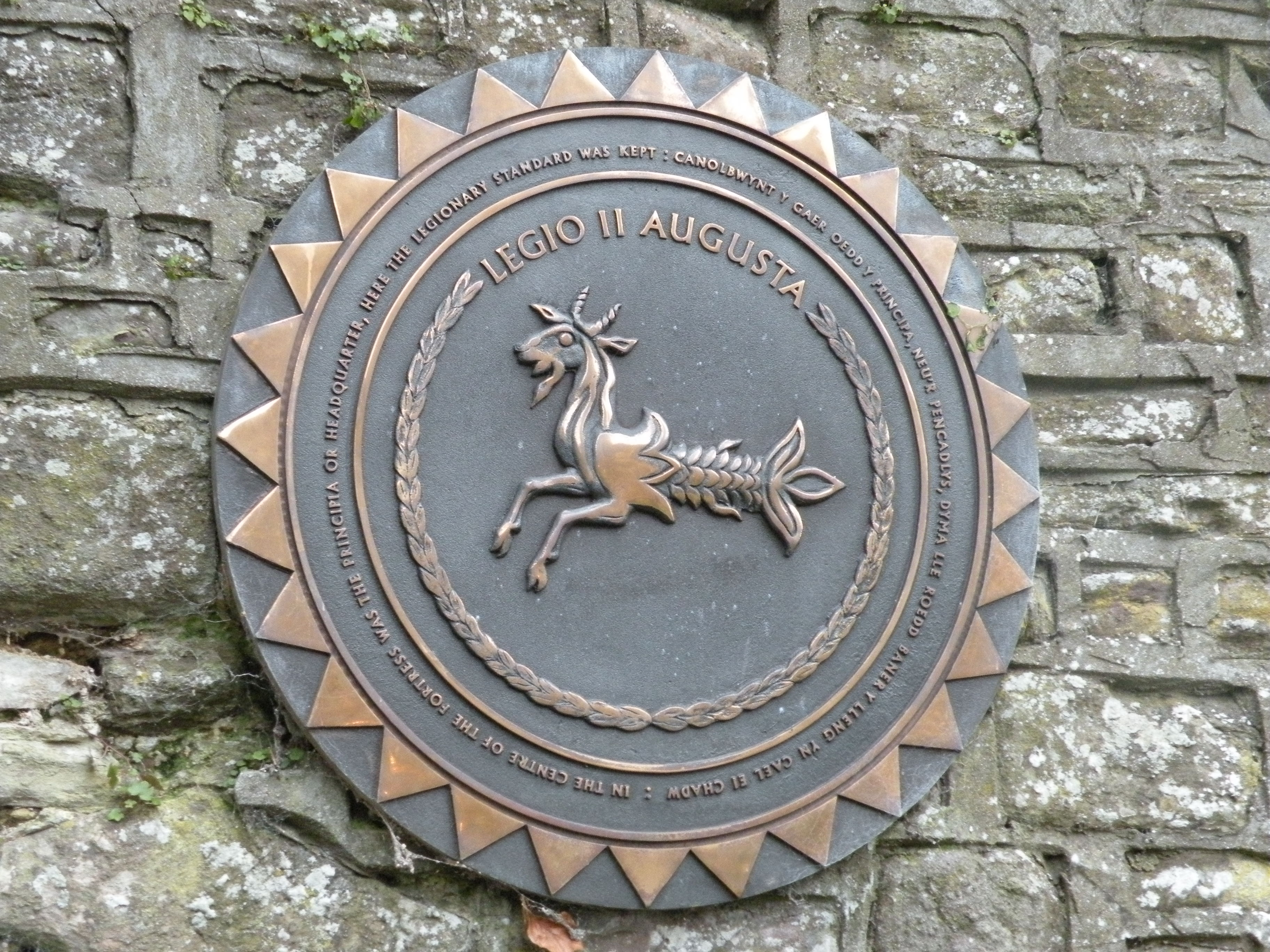
Emblema Capricorn a legiunii

## Angajamente
- Bătălia de la Philippi (42 î.Hr.)
- Batălia de la Perugia (41-40 î.Hr.)
- Războaiele Cantabriane (25-19 î.Hr.)
- Cucerirea romană a Marii Britanii (43-66)
- Campania scoțiană a lui Septimius Severus (208)